# Ospizio dei poveri

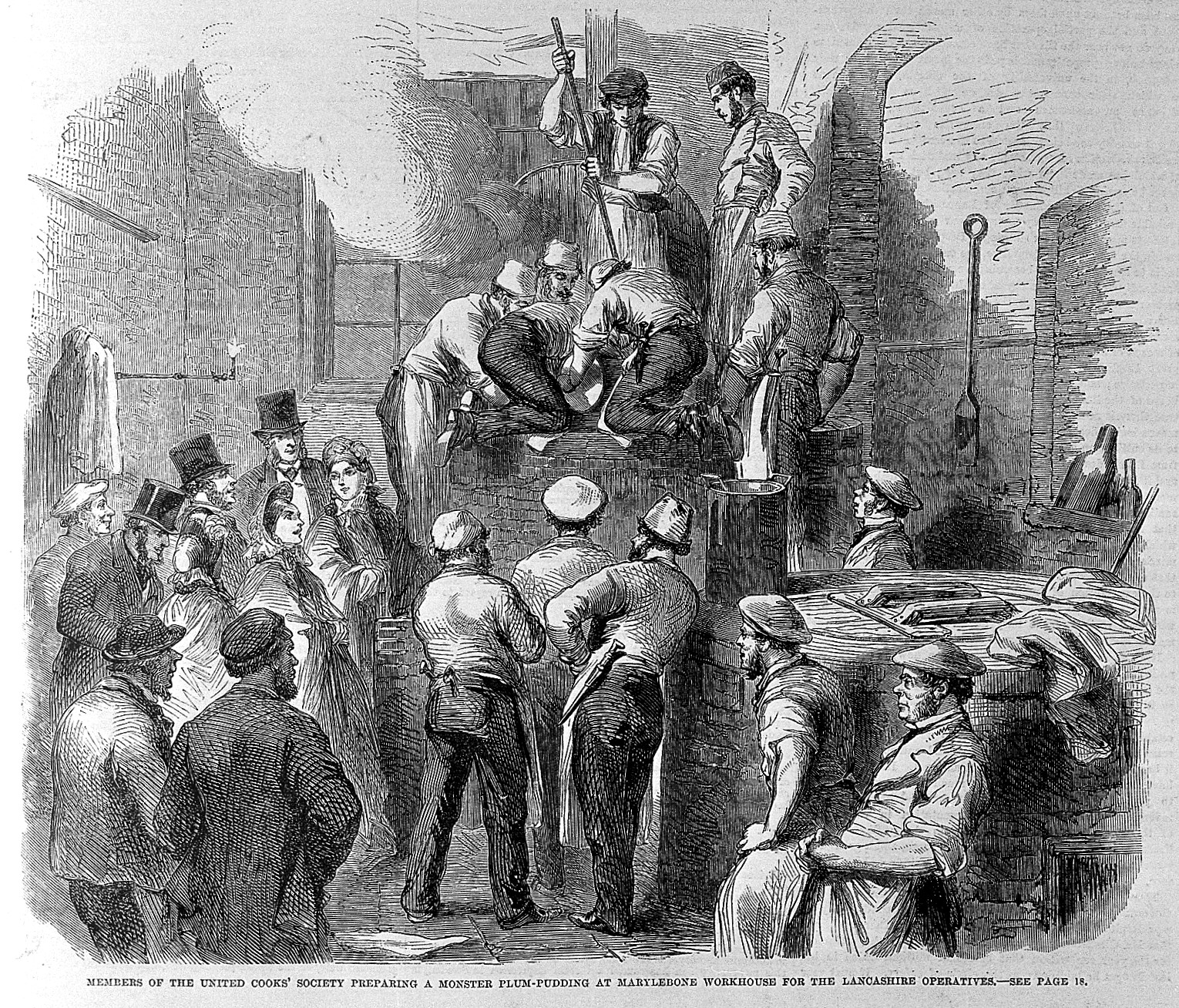
Persone che preparano il plum pudding (1863)

Un ospizio dei poveri, spesso abbreviato ospizio, o casa dei poveri era una struttura di accoglienza destinata a chi non era in grado di vivere autonomamente.

## Storia
Stando a quanto riporta la Treccani del 1935, gli ospizi erano orfanotrofi, ptocotrofi, e senodochi che, dopo il periodo delle invasioni, crebbero, vennero favoriti da principi e privati e si diffusero in Italia, Francia e Germania. A tali strutture venne conferita un'importanza non indifferente quando furono destinate ai lebbrosi. Nel Regno Unito si diffusero le workhouse, famigerate istituzioni totali simili a riformatori che vengono citate nelle opere di Charles Dickens. Con l'emersione degli alberghi e di strutture di accoglienza considerate più idonee, gli ospizi decaddero.